# Malokubanski
Malokubanski (del ruso: Малокубанский) es un posiólok del raión de Novopokróvskaya del krai de Krasnodar, en Rusia. Está situado en las llanuras de Kubán-Priazov, cerca de la orilla izquierda del río Yeya, 11 km al oeste de Novopokróvskaya y 162 km al nordeste de Krasnodar, la capital del krai. Tenía 530 habitantes en 2010.
Es cabeza del municipio Kubánskoye.